# Kowalewszczyzna (gmina)
Kowalewszczyzna – dawna gmina wiejska istniejąca do 1954 roku w woj. białostockim (dzisiejsze woj. podlaskie). Siedzibą gminy były Jeńki oraz Kowalewszczyzna.
W okresie międzywojennym gmina Kowalewszczyzna należała do powiatu wysokomazowieckiego w woj. białostockim. Po wojnie gmina zachowała przynależność administracyjną. W dniu 1 lipca 1952 roku gmina była podzielona na 21 gromad: Bokiny, Chomice, Jabłonowo-Kąty, Jabłonowo-Wypychy, Jeńki, Kobylin-Pogorzałki, Kowalewszczyzna, Kowalewszczyzna folw., Kropiewnica-Gajki, Kropiewnica-Racibory, Krzyżewo, Kurowo, Łupianka Nowa, Łupianka Stara, Mojsiki, Płonka Kościelna, Płonka-Strumianka, Pszczółczyn, Roszki-Ziemaki, Waniewo, Wólka.
Gmina została zniesiona 29 września 1954 roku wraz z reformą wprowadzającą gromady w miejsce gmin. 13 listopada 1954 roku gromada Kowalewszczyzna weszła w skład nowo utworzonego powiatu łapskiego.
Gminy Kowalewszczyzna nie przywrócono 1 stycznia 1973 roku po reaktywowaniu gmin.